# Hrvoje Stević
Hrvoje Stević (* 8. Januar 1980 in Osijek) ist ein kroatischer Schachmeister.

## Leben
Bereits als Jugendlicher zählte Stević zu den Besten seines Alters: 1991 wurde er Dritter bei der Jugendeuropameisterschaft U12 in Mamaia, ein Jahr darauf Zweiter in Rimavská Sobota, 1995 Jugendweltmeister U16 in Guarapuava. Erstmals nahm er 2000 an der kroatischen Landesmeisterschaft teil; er gewann die Landesmeisterschaft des Jahres 2007, die im Januar 2008 in Split ausgetragen wurde.
Zu seinen internationalen Erfolgen zählen erste Plätze in Mravinci 1995, Zadar 2002, Bošnjaci 2004 und 2005. Die FIDE verlieh Stević 1996 den Titel Internationaler Meister, 2002 wurde er Großmeister.
Stević studierte Jura und lebt in Đakovo.

## Nationalmannschaft
Stević nahm mit der kroatischen Nationalmannschaft an den Schacholympiaden 1998, 2002, 2004, 2008, 2010, 2012 und 2014 und den Europäischen Mannschaftsmeisterschaften im Schach in den Jahren 1997 (in Kroatiens zweiter Mannschaft), 1999, 2003, 2005, 2009, 2011, 2013 und 2015 teil.

## Vereine
Stević spielt für den ŠK Đakovo, mit dem er am European Club Cup 1994 teilnahm. In der bosnischen Premijer Liga spielte er 2003 und von 2007 bis 2011 für den ŠK Bihać, mit dem 2010 Meister wurde und am European Club Cup teilnahm, 2014 für den ŠK Bosna Sarajevo. In der österreichischen 1. Bundesliga spielt er seit 2013 für den SV Wolfsberg, in Belgien seit 2014 für L’Echiquier Amaytois, mit denen er 2015 Meister wurde. In Deutschland spielt er für DJK Aufwärts Aachen, in der ungarischen Mannschaftsmeisterschaft für Dunaharaszti Munkás Testedző Kör (nachdem er in der Saison 2015/16 für ASE Paks antrat) und in Frankreich für Nice Alekhine.